# 伊木家
伊木家（いぎけ）は、武家・華族だった家。本姓は橘氏。戦国時代には織田信長に仕え、江戸時代には岡山藩池田家の筆頭家老を務めた。維新後、華族の男爵に列する。

## 歴史

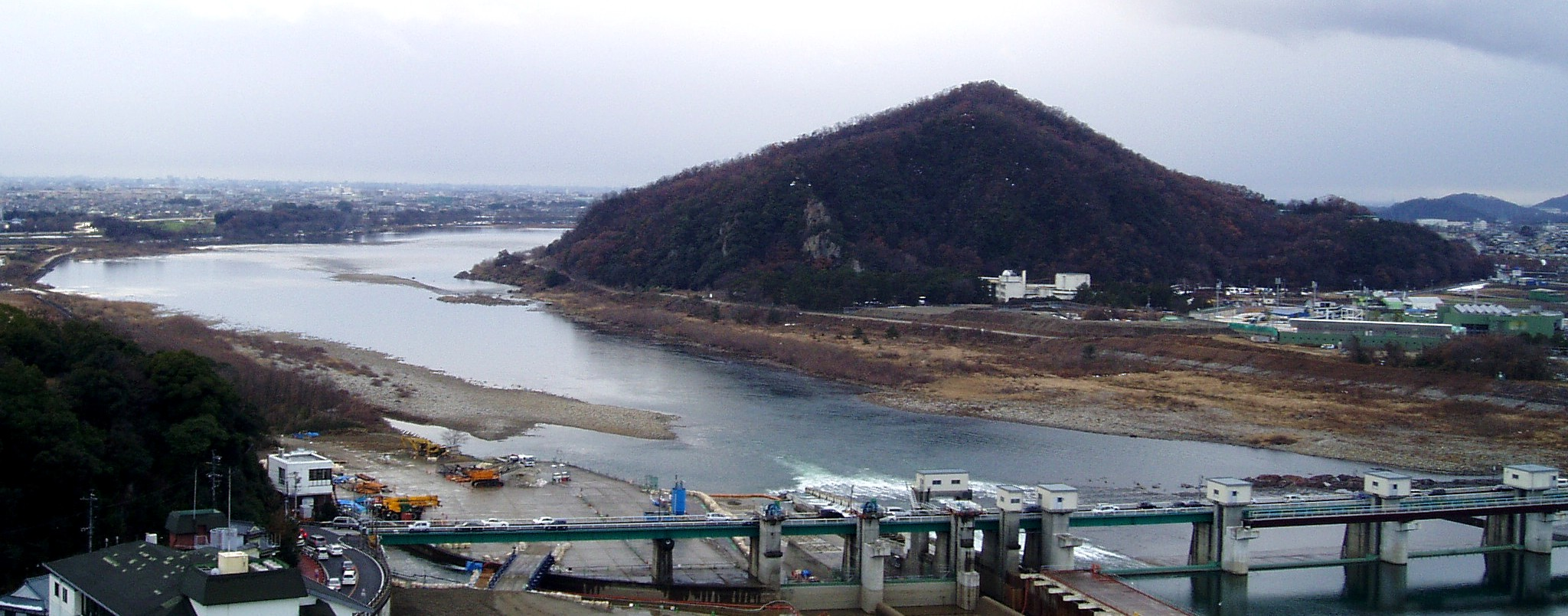
伊木家の苗字の元となった伊木山城跡。尾張（写真左側）・美濃（同右側）を隔てる木曽川を挟んで犬山城と対峙する。信長からすれば伊木山城は美濃攻めの橋頭堡確保という位置づけであった（犬山城天守から撮影。）

遠祖は相模国の豪族・鎌倉氏（桓武平氏）とされ、橘氏の末裔とされる。（平姓から橘姓へ改姓したと思われる）
若狭守護武田氏に仕え武田氏滅亡後織田氏へ仕える。
戦国時代になると尾張国に住み、香川氏（安芸香川氏庶流）を称していた。織田信長が台頭すると香川長兵衛忠次（のちの初代当主・伊木忠次）は信長に仕えた。永禄4年（1561年）、斎藤氏との戦いで、長兵衛は美濃国の伊木山城（現在の各務原市鵜沼）攻めに参陣し武功を挙げた。これにちなんで信長より伊木の苗字を与えられた。後、織田氏の部将・池田恒興の配下となり、以後池田氏の家臣筆頭として仕えることとなる。天正18年（1590年）、池田輝政が三河国吉田城に15万石余で封ぜられると、忠次は渥美郡に独自の所領を与えられ、田原城を本拠とした。現在残る田原城の曲輪の配置や石垣などは、忠次によってこの時期に修築されたものであると考えられている。さらに主君輝政は関ヶ原の戦いで勲功を挙げて姫路藩52万石に封ぜられ、忠次も加増されて慶長6年（1601年）に三木城3万7千石を与えられた。慶長8年（1603年）橘姓を下賜され従五位下・豊後守に叙せられた。以後、第3代当主・忠貞まで、従五位下、従五位を任官している。
第2代当主・忠繁は慶長6年（1601年）に姫路城大改修に着手すると、普請奉行に任ぜられ今日見られる姫路城を完成させた。
第3代当主・忠貞は主君に従い、姫路藩・鳥取藩・岡山藩と転じた。岡山に移封後の寛永16年（1639年）に邑久郡・上道郡・津高郡西菅野（東菅野は、番頭・中老の土肥氏の領地であった）などに3万3000石と大名並みの家禄を賜り、虫明（むしあげ、岡山県瀬戸内市）に陣屋（幕府に遠慮し「お茶屋」と称した）を構えた。また、同時に岡山藩筆頭家老となった。
幕末の14代当主・忠澄は、茶人として有名で、隠居後に三猿斎（さんえんさい）と号した。茶室（荒手茶寮）を構え、京都の陶工・清風与平を虫明に呼び虫明焼を楽焼風に改めて興隆し茶器を焼かせた。
明治4年（1871年）、藩主・池田章政が岡山藩知事となり、忠澄は岡山藩大参事となった。明治14年（1881年）に従六位を叙任。明治39年（1906年）に忠澄の孫・忠愛は男爵となり華族に列せられた。

## 歴代当主
1. 忠次（ただつぐ）〔従五位下・豊後守〕
2. 忠繁（ただしげ）〔従五位下・長門守〕
3. 忠貞（たださだ）〔従五位・長門守〕以後、岡山藩筆頭家老
4. 忠親（ただちか）〔清兵衛〕以後は通称
5. 忠義（ただよし）〔将監〕
6. 忠興（ただおき）〔豊後〕
7. 忠知（ただとも）〔長門〕
8. 忠福（ただとみ）〔長門〕
9. 忠真（ただざね）〔長門〕
10. 忠識（ただもと）〔長門〕
11. 忠順（ただゆき/ただより）〔豊後〕
12. 忠直（ただなお）〔長門〕
13. 忠正（ただまさ）〔長門〕
14. 忠澄（ただずみ）〔若狭のち長門・従六位〕
15. 忠恭（ただゆき）〔若狭〕

## 史跡

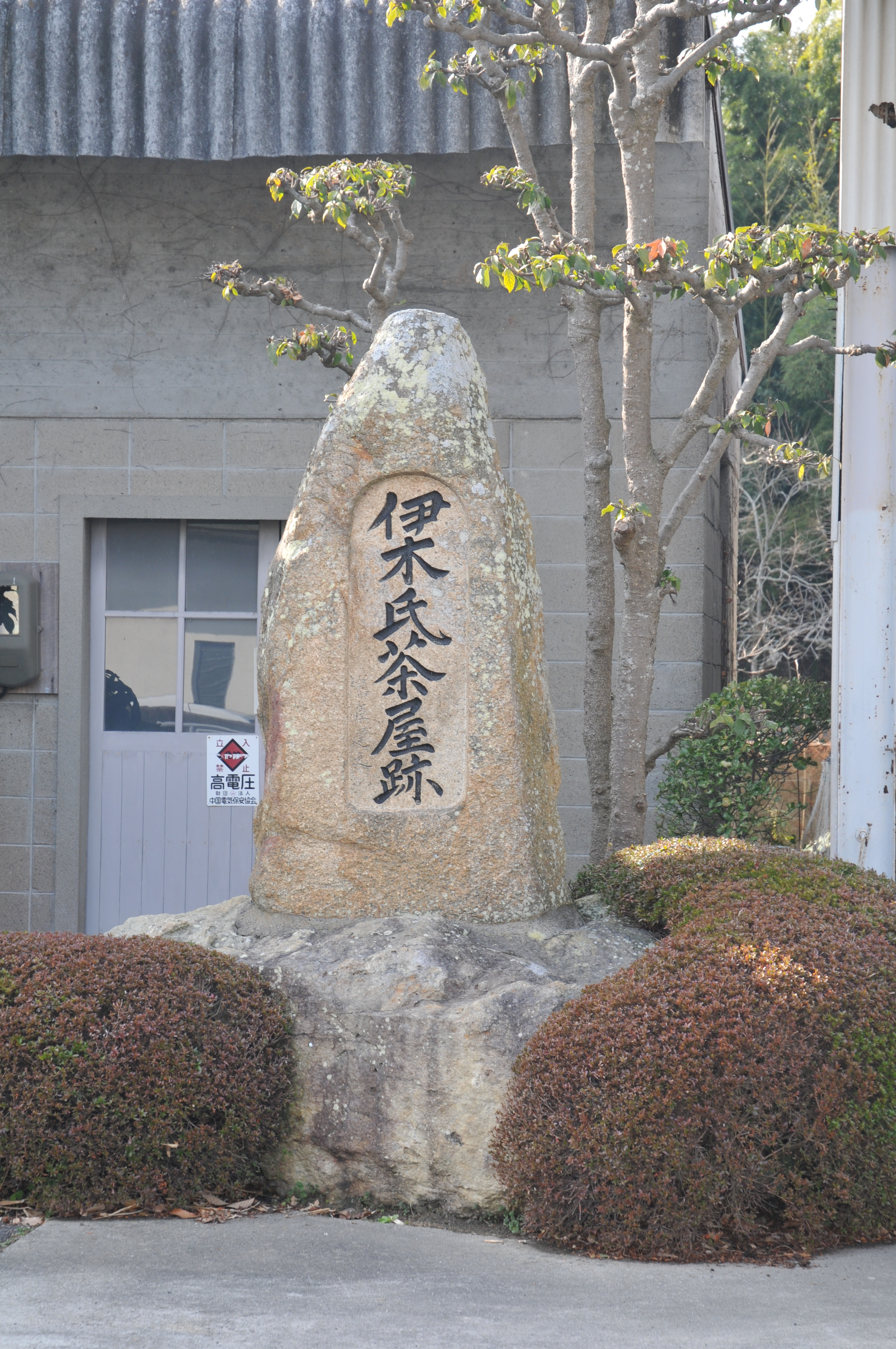
伊木氏茶屋（陣屋）跡の碑
（岡山県瀬戸内市）

### 伊木家墓所
伊木家の墓所は、瀬戸内市と岡山市にある。瀬戸内市の墓所は千力山（せんりきやま）と長島の2カ所にあり、「伊木氏墓碑」として昭和61年（1986年）12月24日に一括して瀬戸内市（指定時は邑久町）の重要文化財に指定された。千力山には忠貞・忠親・忠福・忠順・忠直・忠正の墓があり、長島には忠義・忠興・忠知・忠真・忠識の墓がある。瀬戸内市にある歴代当主の墓はそれぞれ石塀に囲まれており、忠貞を除く各墓はさらに外周を崩壊が進んではいるものの土塀が取り囲んでおり、大名並みの墓地となっている。また岡山市の少林寺に忠澄、東山墓地に忠恭の墓がある。

### 伊木家武家屋敷門
世田谷区指定有形文化財として、伊木家の武家屋敷門が保存されている。この武家屋敷門は下屋敷の表門で、この下屋敷は、荒手屋敷とも呼ばれ、岡山後楽園の下手の中州にあったが、1937年に河川改修工事のため水没する伊木家屋敷地内の門及び茶室を、鮎川義介が譲り受け、千代田区紀尾井町の自宅内に移築した。その後、1963年に屋敷を世田谷区岡本に移し、その表門として使用されていたが、1978年マンション建設にあたり、場所を移動して復元保存された。
2018年現在、岡山の伊木家本邸にも同等の武家屋敷門が現存する。